# Haploporatia eremita
Haploporatia eremita är en mångfotingart som först beskrevs av Karl Wilhelm Verhoeff 1909.  Haploporatia eremita ingår i släktet Haploporatia och familjen Mastigophorophyllidae. Utöver nominatformen finns också underarten H. e. norica.